# (27052) Katebush
(27052) Katebush est un astéroïde de la ceinture principale.

## Description
(27052) Katebush est un astéroïde de la ceinture principale. Il fut découvert par le programme OCA-DLR Asteroid Survey le 21 septembre 1998 à Caussols. Il présente une orbite caractérisée par un demi-grand axe de 2,24 UA, une excentricité de 0,095 et une inclinaison de 4,86° par rapport à l'écliptique.
Il fut nommé en l'honneur de l'artiste, chanteuse et parolière britannique Kate Bush, née en 1958.

## Compléments